# 紀元前269年
紀元前269年（きげんぜん269ねん）は、ローマ暦の年である。
当時は、「クィントゥス・オグルニウス・ガッルスとガイウス・ファビウス・ピクトルが共和政ローマ執政官に就任した年」として知られていた（もしくは、それほど使われてはいないが、ローマ建国紀元485年）。紀年法として西暦（キリスト紀元）がヨーロッパで広く普及した中世時代初期以降、この年は紀元前269年と表記されるのが一般的となった。

## 他の紀年法
- 干支 : 壬辰
- 日本
  - 皇紀392年
  - 孝霊天皇22年
- 中国
  - 周 - 赧王46年
  - 秦 - 昭襄王38年
  - 楚 - 頃襄王30年
  - 斉 - 襄王15年
  - 燕 - 武成王3年
  - 趙 - 恵文王30年
  - 魏 - 安釐王8年
  - 韓 - 桓恵王4年
- 朝鮮 :
- ベトナム :
- 仏滅紀元 : 278年
- ユダヤ暦 :

## できごと

### シチリア
- シラクサの前僭主アガトクレスに雇われていたカンパニアの傭兵集団であるマメルティニは、メッシーナの要塞を占領した。シラクサの将軍ヒエロンは、ロンガヌス川 (Longanus) 及びミラッツォの会戦でこれを破ったが、カルタゴ軍が介入してメッシーナの奪還を妨害した。シラクサの国民は、ヒエロンを王及び僭主に選び、ヒエロン2世として知られるようになった。

### 中国
- 秦の中更の公孫胡昜が趙の閼与を攻撃したが、落とせなかった。

## 誕生
- アッタロス1世、ペルガモン王国の王（* 紀元前197年）